# Sportclub Sand 1946 2016-2017 (calcio femminile)
Questa voce raccoglie le informazioni riguardanti lo Sportclub Sand 1946 nelle competizioni ufficiali della stagione 2016-2017.

## Divise e sponsor
Il main sponsor era Feger Bau mentre quello tecnico, fornitore delle tenute da gioco, era Adidas.
|  | Casa | Trasferta |

## Organigramma societario
Tratto dal sito societario.
Area tecnica
- Allenatore: Colin Bell (dal 12 luglio 2016 all'8 febbraio 2017)
- Allenatore: Claudia von Lanken  (ad interim, dal 1º febbraio 2017 al 28 febbraio 2017)
- Allenatore: Richard Dura (dal 1º marzo 2017 al 30 giugno 2017)
- Allenatore in seconda:
- Allenatore dei portieri:
- Preparatore atletico:

## Rosa
Rosa, ruoli e numeri di maglia come da sito societario, aggiornati al 25 marzo 2017, integrati dal sito della Federcalcio tedesca (DFB).
| N. |                                 | Ruolo | Calciatore                  |
| -- | ------------------------------- | ----- | --------------------------- |
| 1  | Germania (bandiera)             | P     | Carina Schlüter             |
| 2  | Brasile (bandiera)              | C     | Leticia Santos              |
| 3  | Danimarca (bandiera)            | D     | Cecilie Sandvej             |
| 4  | Stati Uniti (bandiera)          | D     | Chioma Igwe                 |
| 5  | Irlanda (bandiera)              | D     | Diane Caldwell              |
| 6  | Germania (bandiera)             | A     | Silvana Chojnowski          |
| 7  | Germania (bandiera)             | D     | Anne van Bonn               |
| 8  | Germania (bandiera)             | C     | Jenny Gaugigl               |
| 9  | Germania (bandiera)             | A     | Christine Veth              |
| 10 | Germania (bandiera)             | C     | Saskia Meier                |
| 11 | Germania (bandiera)             | C     | Angela Migliazza (capitano) |
| 12 | Croazia (bandiera)              | P     | Doris Bačić                 |
| 13 | Bosnia ed Erzegovina (bandiera) | A     | Milena Nikolić              |

| N. |                       | Ruolo | Calciatore           |
| -- | --------------------- | ----- | -------------------- |
| 14 | Serbia (bandiera)     | A     | Jovana Damnjanović   |
| 16 | Albania (bandiera)    | A     | Furtuna Velaj        |
| 17 | Germania (bandiera)   | C     | Claire Savin         |
| 18 | Slovacchia (bandiera) | C     | Dominika Škorvánková |
| 19 | Austria (bandiera)    | A     | Nina Burger          |
| 20 | Slovacchia (bandiera) | D     | Jana Vojteková       |
| 21 | Germania (bandiera)   | C     | Julia Schneider      |
| 22 | Germania (bandiera)   | C     | Sinah Amann          |
| 23 | Svizzera (bandiera)   | C     | Isabelle Meyer       |
| 25 | Austria (bandiera)    | D     | Verena Aschauer      |
| 26 | Germania (bandiera)   | D     | Laura Vetterlein     |
| 27 | Germania (bandiera)   | C     | Laura Feiersinger    |
| 31 | Germania (bandiera)   | P     | Sabrina Lang         |

## Calciomercato

### Sessione estiva
| Acquisti | Acquisti           | Acquisti         | Acquisti                        |
| R.       | Nome               | da               | Modalità                        |
| -------- | ------------------ | ---------------- | ------------------------------- |
| P        | Doris Bačić        | SFK 2000         | definitivo                      |
| P        | Carina Schlüter    | Herforder        | definitivo                      |
| D        | Verena Hanshaw     | Friburgo         | definitivo                      |
| C        | Diane Caldwell     | Colonia          | definitivo                      |
| C        | Silvana Chojnowski | Hoffenheim       | definitivo                      |
| C        | Laura Feiersinger  | Bayern Monaco    | definitivo                      |
| C        | Jenny Gaugigl      | Bayern Monaco    | definitivo                      |
| A        | Milena Nikolić     | Spartak Subotica | definitivo                      |
| A        | Furtuna Velaj      | Sand II          | aggregata dalla squadra riserve |

| Cessioni | Cessioni         | Cessioni  | Cessioni                       |
| R.       | Nome             | a         | Modalità                       |
| -------- | ---------------- | --------- | ------------------------------ |
| P        | Doris Bačić      | SFK 2000  | definitivo                     |
| P        | Mária Korenčiová | Neunkirch | definitivo                     |
| D        | Noémie Freckhaus | Sand II   | aggregata alla squadra riserve |
| C        | Sabine Stoller   | Friburgo  | definitivo                     |
| C        | Julia Zirnstein  | Sand II   | aggregata alla squadra riserve |
| A        | Christine Veth   | Sand II   | aggregata alla squadra riserve |

### Sessione invernale
| Acquisti | Acquisti       | Acquisti  | Acquisti   |
| R.       | Nome           | da        | Modalità   |
| -------- | -------------- | --------- | ---------- |
| D        | Letícia Santos | Avaldsnes | definitivo |

| Cessioni | Cessioni | Cessioni | Cessioni |
| R.       | Nome     | a        | Modalità |
| -------- | -------- | -------- | -------- |
|          |          |          |          |

## Risultati

### Frauen-Bundesliga

#### Girone di andata
| Willstätt 4 settembre 2016, ore 11:00 CEST 1ª giornata | Sand               | 0 – 0 referto | Wolfsburg | ORSAY-Stadion (1 110 spett.)\| Arbitro: \| Heimann (Gladbeck) \| |
| Arbitro:                                               | Heimann (Gladbeck) |               |           |                                                                  |

| Arbitro: | Weigelt (Lipsia) |

|  |           |                 |
|  | Marcatori | 35’ Feiersinger |

| Arbitro: | Söder (Ingolstadt) |

|                           |           |  |
| Meyer 72’ Škorvánková 90’ | Marcatori |  |

| Arbitro: | Hussein (Bad Harzburg) |

|            |           |  |
| Gasper 64’ | Marcatori |  |

| Arbitro: | Heimann (Gladbeck) |

|  |           |             |
|  | Marcatori | 43’ Laudehr |

| Arbitro: | Haider (Roth) |

|              |           |                 |
| Schüller 42’ | Marcatori | 43’ Škorvánková |

| Arbitro: | Wozniak (Herne) |

|                                                                                          |           |  |
| Sandvej 45’ Škorvánková 48’ Van Bonn 51’ Feiersinger 65’ Debitzki 67’ (aut.) Nikolić 76’ | Marcatori |  |

| Arbitro: | Söder (Ingolstadt) |

|                          |           |            |
| Puntigam 73’ Schiewe 79’ | Marcatori | 63’ Burger |

| Arbitro: | Schlemmer (Nußbach) |

|           |           |  |
| Meyer 37’ | Marcatori |  |

| Arbitro: | Derlin (Bad Schwartau) |

|                                         |           |  |
| Feiersinger 38’ Meyer 75’ Vojteková 76’ | Marcatori |  |

| Arbitro: | Biehl (Siesbach) |

|                                |           |              |
| Hendrich 42’ Islacker 45’, 75’ | Marcatori | 86’ Caldwell |

#### Girone di ritorno
| Arbitro: | Weigelt (Lipsia) |

|                                                           |           |            |
| Blässe 3’ Wullaert 31’ Savin 56’ (aut.) Gunnarsdóttir 62’ | Marcatori | 80’ Burger |

| Arbitro: | Wozniak (Herne) |

|  |           |               |
|  | Marcatori | 62’ Starmanns |

| Arbitro: | Biehl (Siesbach) |

|  |           |                                 |
|  | Marcatori | 31’, 67’ Damnjanović 83’ Burger |

| Arbitro: | Wozniak (Herne) |

|  |           |           |
|  | Marcatori | 81’ Draws |

| Arbitro: | Hussein (Bad Harzburg) |

|          |           |  |
| Abbé 81’ | Marcatori |  |

| Arbitro: | Söder (Ingolstadt) |

|  |           |           |
|  | Marcatori | 13’ Nesse |

| Arbitro: | Westerhoff (Bochum) |

|                                 |           |                                |
| Kiwic 26’ (rig.), 83’ Makas 35’ | Marcatori | 32’, 43’ Burger 58’ Vetterlein |

| Arbitro: | Rafalski (Baunatal) |

|                         |           |                                      |
| Aschauer 7’ Nikolić 90’ | Marcatori | 28’ (rig.), 53’ Magull 90+3’ Kayikçi |

| Arbitro: | Wacker (Lehrensteinsfeld) |

|              |           |  |
| Pankratz 39’ | Marcatori |  |

| Arbitro: | Diekmann (Dortmund) |

|  |           |                                            |
|  | Marcatori | 43’ Burger 76’ (rig.) Van Bonn 90+1’ Savin |

| Arbitro: | Weigelt (Lipsia) |

|            |           |  |
| Burger 63’ | Marcatori |  |

### DFB-Pokal
| Arbitro: | Plass (Augusta) |

|             |           |                                       |
| Henrich 75’ | Marcatori | 16’ Meyer 56’ Škorvánková 90+1’ Velaj |

| Arbitro: | Westerhoff (Bochum) |

|  |           |                                               |
|  | Marcatori | 13’ Meyer 43’ Igwe 48’ Nikolić 74’ Chojnowski |

| Arbitro: | Weigelt (Lipsia) |

|  |           |                              |
|  | Marcatori | 11’ Burger 55’, 80’ Aschauer |

| Arbitro: | Heimann (Gladbeck) |

|  |           |            |
|  | Marcatori | 77’ Burger |

| Arbitro: | Wacker (Lehrensteinsfeld) |

|  |           |                                      |
|  | Marcatori | 10’, 16’, 61’ Burger 35’ Damnjanović |

| Arbitro: | Appelmann |

|                 |           |                 |
| Damnjanović 78’ | Marcatori | 65’, 75’ Harder |

## Statistiche

### Statistiche di squadra
| Competizione         | Punti | In casa | In casa | In casa | In casa | In casa | In casa | In trasferta | In trasferta | In trasferta | In trasferta | In trasferta | In trasferta | Totale | Totale | Totale | Totale | Totale | Totale | DR  |
| Competizione         | Punti | G       | V       | N       | P       | Gf      | Gs      | G            | V            | N            | P            | Gf           | Gs           | G      | V      | N      | P      | Gf     | Gs     | DR  |
| -------------------- | ----- | ------- | ------- | ------- | ------- | ------- | ------- | ------------ | ------------ | ------------ | ------------ | ------------ | ------------ | ------ | ------ | ------ | ------ | ------ | ------ | --- |
| Frauen-Bundesliga    | 27    | 11      | 5       | 1       | 5       | 15      | 7       | 11           | 3            | 2            | 6            | 14           | 16           | 22     | 8      | 3      | 11     | 29     | 23     | +6  |
| DFB-Pokal der Frauen | -     | 1       | 0       | 0       | 1       | 1       | 2       | 5            | 5            | 0            | 0            | 15           | 1            | 6      | 5      | 0      | 1      | 16     | 3      | +13 |
| Totale               | -     | 12      | 5       | 1       | 6       | 16      | 9       | 16           | 8            | 2            | 6            | 29           | 17           | 28     | 13     | 3      | 12     | 45     | 26     | +19 |

### Andamento in campionato
| Giornata  | 1 | 2 | 3 | 4 | 5 | 6 | 7 | 8 | 9 | 10 | 11 | 12 | 13 | 14 | 15 | 16 | 17 | 18 | 19 | 20 | 21 | 22 |
| --------- | - | - | - | - | - | - | - | - | - | -- | -- | -- | -- | -- | -- | -- | -- | -- | -- | -- | -- | -- |
| Luogo     | C | T | C | T | C | T | C | T | C | C  | T  | T  | C  | T  | C  | T  | C  | T  | C  | T  | T  | C  |
| Risultato | N | V | V | P | P | N | V | P | V | V  | P  | P  | P  | V  | P  | P  | P  | N  | P  | P  | V  | V  |
| Posizione | 7 | 6 | 5 | 5 | 7 | 7 | 7 | 7 | 7 | 6  | 7  | 7  | 7  | 7  | 7  | 7  | 7  | 7  | 7  | 8  | 8  | 8  |

Legenda:

Luogo: C = Casa; T = Trasferta. Risultato: V = Vittoria; N = Pareggio; P = Sconfitta.

### Statistiche delle giocatrici
| Giocatore      | Frauen-Bundesliga | Frauen-Bundesliga | Frauen-Bundesliga | Frauen-Bundesliga | DFB-Pokal der Frauen | DFB-Pokal der Frauen | DFB-Pokal der Frauen | DFB-Pokal der Frauen | Totale   | Totale | Totale      | Totale     |
| Giocatore      | Presenze          | Reti              | Ammonizioni       | Espulsioni        | Presenze             | Reti                 | Ammonizioni          | Espulsioni           | Presenze | Reti   | Ammonizioni | Espulsioni |
| -------------- | ----------------- | ----------------- | ----------------- | ----------------- | -------------------- | -------------------- | -------------------- | -------------------- | -------- | ------ | ----------- | ---------- |
| S. Amann       | -                 | -                 | -                 | -                 | 0                    | 0                    | 0                    | 0                    | 0        | 0      | 0           | 0          |
| V. Aschauer    | 18                | 1                 | 1                 | 1                 | 6                    | 2                    | 1                    | 0                    | 24       | 3      | 2           | 1          |
| D. Bačić       | -                 | -                 | -                 | -                 | -                    | -                    | -                    | -                    | -        | -      | -           | -          |
| N. Burger      | 22                | 7                 | 3                 | 0                 | 6                    | 5                    | 0                    | 0                    | 28       | 12     | 3           | 0          |
| D. Caldwell    | 19                | 1                 | 2                 | 0                 | 5                    | 0                    | 0                    | 0                    | 24       | 1      | 2           | 0          |
| S. Chojnowski  | 13                | 0                 | 0                 | 1                 | 3                    | 1                    | 0                    | 0                    | 16       | 1      | 0           | 1          |
| J. Damnjanović | 13                | 2                 | 2                 | 0                 | 4                    | 2                    | 0                    | 0                    | 17       | 4      | 2           | 0          |
| L. Feiersinger | 17                | 3                 | 3                 | 0                 | 5                    | 0                    | 0                    | 0                    | 22       | 3      | 3           | 0          |
| J. Gaugigl     | 2                 | 0                 | 0                 | 0                 | 1                    | 0                    | 0                    | 0                    | 3        | 0      | 0           | 0          |
| C. Igwe        | 22                | 0                 | 2                 | 0                 | 6                    | 1                    | 0                    | 0                    | 28       | 1      | 2           | 0          |
| S. Lang        | 4                 | -3                | 0                 | 0                 | 0                    | 0                    | 0                    | 0                    | 4        | -3     | 0           | 0          |
| Leticia Santos | 9                 | 0                 | 0                 | 0                 | 2                    | 0                    | 0                    | 0                    | 11       | 0      | 0           | 0          |
| S. Meier       | 2                 | 0                 | 0                 | 0                 | 1                    | 0                    | 0                    | 0                    | 3        | 0      | 0           | 0          |
| I. Meyer       | 20                | 3                 | 0                 | 0                 | 4                    | 1                    | 0                    | 0                    | 24       | 4      | 0           | 0          |
| A. Migliazza   | 0                 | 0                 | 0                 | 0                 | 1                    | 0                    | 0                    | 0                    | 1        | 0      | 0           | 0          |
| M. Nikolić     | 19                | 2                 | 0                 | 0                 | 3                    | 1                    | 0                    | 0                    | 22       | 3      | 0           | 0          |
| C. Sandvej     | 21                | 1                 | 4                 | 0                 | 4                    | 0                    | 0                    | 0                    | 25       | 1      | 4           | 0          |
| C. Savin       | 20                | 1                 | 1                 | 0                 | 6                    | 0                    | 0                    | 0                    | 26       | 1      | 1           | 0          |
| C. Schlüter    | 18                | -20               | 1                 | 0                 | 6                    | -3                   | 0                    | 0                    | 24       | -23    | 1           | 0          |
| J. Schneider   | -                 | -                 | -                 | -                 | -                    | -                    | -                    | -                    | -        | -      | -           | -          |
| D. Škorvánková | 14                | 3                 | 0                 | 0                 | 4                    | 1                    | 1                    | 0                    | 18       | 4      | 1           | 0          |
| A. Van Bonn    | 22                | 2                 | 4                 | 0                 | 6                    | 0                    | 0                    | 0                    | 28       | 2      | 4           | 0          |
| F. Velaj       | 8                 | 0                 | 0                 | 0                 | 3                    | 1                    | 0                    | 0                    | 11       | 1      | 0           | 0          |
| C. Veth        | -                 | -                 | -                 | -                 | -                    | -                    | -                    | -                    | -        | -      | -           | -          |
| L. Vetterlein  | 8                 | 1                 | 0                 | 0                 | 3                    | 0                    | 1                    | 0                    | 11       | 1      | 1           | 0          |
| J. Vojteková   | 13                | 1                 | 2                 | 0                 | 3                    | 0                    | 0                    | 0                    | 16       | 1      | 2           | 0          |